# 騷狐狸 (歌手)
騷狐狸（Foxy Brown） ，本名因加·德卡洛·馮·馬爾尚（Inga DeCarlo Fung Marchand, 1978年9月6日—）是美國女性饒舌歌手。在1996年簽約Def Jam之後，她於1996年11月19日發行了首張專輯《 Ill Na Na》。該專輯獲得了RIAA的白金認證，並在全球範圍內銷量超過700萬張。